# Stenen brug van Písek
De Stenen brug van Písek (Tsjechisch: Kamenný most v Písku) is de oudste nog bestaande brug in Tsjechië. Na de Judithbrug in Praag was het de tweede uit steen gebouwde brug in Tsjechië. De brug is gebouwd in een vroeg-Gotische stijl. Op de brug zijn replica's geplaatst van barok beelden. Sinds 1989 is de stenen brug een nationaal monument.

## Naam
De onofficiële naam Jelení most (Hertenbrug) heeft de brug volgens de legende gekregen toen in de middeleeuwen bij de bouw van de brug was besloten de brug te vernoemen naar de eerste persoon die er over heen zou lopen. De eerste die de brug overstak was echter een hert uit een van de nabijgelegen bossen en dus is de brug naar dat hert vernoemd. In de plaats Písek zelf wordt de brug door veel mensen Starý most (Oude brug) genoemd. In 2007 is besloten dat de officiële naam van de brug Kamenný most v Písku (Stenen brug in Písek) te maken, waarmee een jarenlange strijd over de naam van de brug beëindigd werd.